# Хог, Пол
Пол Х. «Дьюк» Хог (англ. Paul H. "Duke" Hogue; 28 апреля 1940, Ноксвилл, штат Теннесси, США — 17 августа 2009, Цинциннати, штат Огайо, США) — американский профессиональный баскетболист.

## Ранние годы
Пол Хог родился в городе Ноксвилл (штат Теннесси), учился в Ноксвиллской школе Остин, в которой играл за местную баскетбольную команду.

## Студенческая карьера
В 1962 году окончил Университет Цинциннати, где в течение трёх лет играл за команду «Цинциннати Беаркэтс», в которой провёл успешную карьеру, набрав в итоге 1391 очко и 1088 подборов. При Хоге «Беаркэтс» три раза выигрывали регулярный чемпионат конференции Missouri Valley (1960—1962), а также три года подряд выходили в плей-офф студенческого чемпионата США (1960—1962). Кроме того «Беаркэтс» все три года выходили в финал четырёх турнира и два раза (1961—1962) становились чемпионами Национальной ассоциации студенческого спорта (NCAA), Хог же в 1962 году был признан самым выдающимся игроком этого баскетбольного турнира.
В сезоне 1959/1960 годов «Панды» проиграли в полуфинальном матче команде «Калифорния Голден Бирс» (69—77), в котором Хог, будучи одноклубником Оскара Робертсона, который заканчивал свою студенческую карьеру, набрал 14 очков и сделал 11 подборов. В следующем сезоне «Беаркэтс» обыграли в финале (70—65) прошлогоднего победителя турнира, клуб «Огайо Стэйт Бакайс», в котором в то время играли Джон Хавличек, Джерри Лукас и Ларри Зигфрид, Пол Хог набрал в том матче всего 9 очков и сделал 7 подборов. В сезоне 1961/1962 годов «Панды» в финальном матче вновь взяли верх над командой Университета штата Огайо (71—59), в котором Хог однозначно стал лучшим, набрав 22 очка и сделав 19 подборов.

## Карьера в НБА
Играл на позиции центрового. В 1962 году был выбран на драфте НБА под 2-м номером командой «Нью-Йорк Никс». 29 октября 1963 года вместе с Джином Шу был обменян на Билла Макгилла в клуб «Балтимор Буллетс», в составе которого провёл всего девять матчей. Позже выступал за команду «Уилмингтон Блю Бомберс», выступавшую в EPBL. Всего в НБА провёл 2 неполных сезона. В 1962 году Хог признавался баскетболистом года среди студентов по версии Helms Foundation. Всего за карьеру в НБА сыграл 65 игр, в которых набрал 409 очков (в среднем 6,3 за игру), сделал 461 подбор и 48 передач.

## Смерть
После завершения профессиональной карьеры Пол Хог работал в Принстонской школе членом комиссии по образованию в пригороде Цинциннати. Он умер в понедельник, 17 августа 2009 года, на 70-м году жизни, по словам его 43-летней жены Пэтти, от сердечной и почечной недостаточности.

## Статистика

### Статистика в НБА
| Сезон                                                                                    | Команда  | Регулярный сезон | Регулярный сезон | Регулярный сезон | Регулярный сезон | Регулярный сезон | Регулярный сезон | Регулярный сезон | Регулярный сезон | Регулярный сезон | Регулярный сезон | Регулярный сезон | Серия плей-офф | Серия плей-офф | Серия плей-офф | Серия плей-офф | Серия плей-офф | Серия плей-офф | Серия плей-офф | Серия плей-офф | Серия плей-офф | Серия плей-офф | Серия плей-офф |
| Сезон                                                                                    | Команда  | GP               | GS               | MPG              | FG%              | 3P%              | FT%              | RPG              | APG              | SPG              | BPG              | PPG              | GP             | GS             | MPG            | FG%            | 3P%            | FT%            | RPG            | APG            | SPG            | BPG            | PPG            |
| ---------------------------------------------------------------------------------------- | -------- | ---------------- | ---------------- | ---------------- | ---------------- | ---------------- | ---------------- | ---------------- | ---------------- | ---------------- | ---------------- | ---------------- | -------------- | -------------- | -------------- | -------------- | -------------- | -------------- | -------------- | -------------- | -------------- | -------------- | -------------- |
| 1962/63                                                                                  | Нью-Йорк | 50               |                  | 26,8             | 36,3             |                  | 45,4             | 8,6              | 0,8              |                  |                  | 7,7              | Не участвовал  | Не участвовал  | Не участвовал  | Не участвовал  | Не участвовал  | Не участвовал  | Не участвовал  | Не участвовал  | Не участвовал  | Не участвовал  | Не участвовал  |
| 1963/64                                                                                  | Нью-Йорк | 6                |                  | 14,8             | 56,3             |                  | 20,0             | 2,5              | 0,8              |                  |                  | 3,2              | Не участвовал  | Не участвовал  | Не участвовал  | Не участвовал  | Не участвовал  | Не участвовал  | Не участвовал  | Не участвовал  | Не участвовал  | Не участвовал  | Не участвовал  |
| 1963/64                                                                                  | Балтимор | 9                |                  | 6,4              | 21,4             |                  | 50,0             | 1,8              | 0,1              |                  |                  | 0,8              | Не участвовал  | Не участвовал  | Не участвовал  | Не участвовал  | Не участвовал  | Не участвовал  | Не участвовал  | Не участвовал  | Не участвовал  | Не участвовал  | Не участвовал  |
|                                                                                          | Всего    | 65               |                  | 22,9             | 36,5             |                  | 44,8             | 7,1              | 0,7              |                  |                  | 6,3              | Не участвовал  | Не участвовал  | Не участвовал  | Не участвовал  | Не участвовал  | Не участвовал  | Не участвовал  | Не участвовал  | Не участвовал  | Не участвовал  | Не участвовал  |
| Наведите курсор мыши на аббревиатуры в заголовке таблицы, чтобы прочесть их расшифровку. |          |                  |                  |                  |                  |                  |                  |                  |                  |                  |                  |                  |                |                |                |                |                |                |                |                |                |                |                |